# 野野市工大前站
野野市工大前站（日语：／ Nonoichi Kōdai-mae eki */?）位于日本石川县野野市市本町2丁目，是北陸鐵道石川線的鐵路車站。車站編號為I06。

## 車站構造
為單式1面1線的地面車站，屬於無人車站。
列車靠近時，往野町方向為左側上落，往鶴來方向為右側上落。
| 路線    | 上下行 | 方向     | 備註     |
| ------- | ------ | -------- | -------- |
| ■石川線 | 上行   | 野町方向 | 左側上落 |
| ■石川線 | 下行   | 鶴來方向 | 右側上落 |

## 車站周邊
- 冨樫館跡之碑（距離實際的冨樫館跡約400m）[1][2]。
- 金澤工業大學（日语：金沢工業大学）
- 國際高等專門學校
- 金澤福祉專門學校（日语：金沢福祉専門学校）
- 野野市市中央公民館
- 大日製作所本社・工廠

## 使用情況
根據“野野市市統計書”，近年1日平均上下車人次如下：
| 年度   | 1日平均 上下車人次 |
| ------ | ------------------ |
| 1996年 | 680                |
| 1997年 | 703                |
| 1998年 | 583                |
| 1999年 | 555                |
| 2000年 | 485                |
| 2001年 | 470                |
| 2002年 | 503                |
| 2003年 | 542                |
| 2004年 | 538                |
| 2005年 | 542                |
| 2006年 | 524                |
| 2007年 | 504                |
| 2008年 | 537                |
| 2009年 | 460                |
| 2010年 | 522                |
| 2011年 | 519                |
| 2012年 | 499                |
| 2013年 | 542                |
| 2014年 | 522                |
| 2015年 | 523                |
| 2016年 | 566                |
| 2017年 | 552                |
| 2018年 | 579                |
| 2019年 | 513                |
| 2020年 | 260                |
| 2021年 | 243                |
| 2022年 | 353                |

## 歷史
- 1915年6月22日：石川電氣鐵道（後來的石川鐵道）的上野野市站（初代）啟用[5]。
- 1920年3月1日：上野野市站（初代）廢站[6]。
- 1931年8月11日：上野野市站（3代）啟用[5]。
- 1963年4月11日：車站改名工專前站。
- 1966年9月15日：車站改名野野市工大前站。
- 1983年4月1日：車站無人化（但在1990年代後期，早高峰時段有人配置）。

## 相鄰車站
北陸鐵道
■石川線
野野市（I05）－野野市工大前（I06）－馬替（I07）

## 外部連結
- 北陸鐵道野野市工大前站 （页面存档备份，存于）